# Quarta Fitna
La Quarta Fitna (in arabo الفتنة الرابعة‎?) o grande guerra civile abbaside è l'espressione con cui si indica il conflitto che coinvolse i fratelli Al-Amin e Al-Ma'mun per la successione al trono del Califfato abbaside. Il padre dei due contendenti, il califfo Harun al-Rashid, aveva nominato Al-Amin come suo primo successore, mentre Al-Ma'mun come secondo, concedendogli inoltre il Khorasan a titolo di appannaggio. In seguito anche il terzo figlio, tale Al-Qasim, venne designato come successore. Dopo la morte di Harun nell'809, Al-Amin gli succedette a Baghdad e poco più tardi, incoraggiato dalla corte, il giovane iniziò a cercare di sovvertire lo status autonomo del Khorasan. Al-Qasim fu rapidamente estromesso dalla corsa alla successione, mentre Al-Ma'mun cercò il sostegno delle élite provinciali del Khorasan e si mosse per affermare la propria autonomia. Mentre la frattura tra i due fratelli e i loro rispettivi schieramenti si allargava, Al-Amin dichiarò suo erede il figlio Musa e radunò un grande esercito. Nell'811, le truppe di al-Amin marciarono contro il Khorasan, ma il valente generale di Al-Ma'mun, Tahir ibn al-Husayn, le sconfisse nella battaglia di Ray, per poi invadere l'Iraq e assediare Baghdad stessa. La città si arrese dopo un anno, Al-Amin fu giustiziato e Al-Ma'mun divenne il nuovo califfo. Durante l'anno di assedio, la città oppose una strenua ed eroica resistenza grazie alla popolazione civile (il cui sostegno al califfo delinea uno scenario ben diverso da quello proposto dalla storiografia, logicamente favorevole al vincitore al-Ma'mūn). Dall'assedio, una buona metà della splendida metropoli califfale uscì totalmente distrutta, tanto che la nuova Baghdad fu ricostruita a oriente della precedente che rimase per secoli in macerie, a ricordo della spaventosa guerra fratricida.
Al-Ma'mun, tuttavia, scelse di rimanere nel Khorasan, anziché recarsi nella capitale. Tale scelta generò un vuoto di potere e acuì le divergenze di vedute tra la parte occidentale e orientale del califfato, invero già amplificate dalla guerra civile. Diversi governanti locali approfittarono dunque del periodo turbolento per imporsi in Giazira, Siria e Egitto. Inoltre, si verificò una serie di rivolte capeggiate dalla famiglia degli Alidi, con una delle insurrezioni capeggiate da Abu'l-Saraya a Kufa che si estese poi nel sud dell'Iraq, nell'Hegiaz e nello Yemen. Le politiche filo-khorasane perseguite dal potente visir di Al-Ma'mun, al-Fadl ibn Sahl, unite alla susseguente decisione di Al-Ma'mun di designare tra gli eredi l'alide ʿAlī al-Riḍā, alienarono la nobiltà storica di Baghdad, che si considerò sempre più emarginata. Come conseguenza, lo zio di Al-Ma'mun Ibrahim fu proclamato califfo rivale a Baghdad nell'817, evento il quale costrinse Al-Ma'mun a intervenire di persona. Fadl ibn Sahl fu assassinato e Al-Ma'mun lasciò il Khorasan alla volta di Baghdad, dove fece il suo ingresso nell'819. Gli anni successivi coincisero con il consolidamento dell'autorità di Al-Ma'mun e la reincorporazione delle province occidentali contro i ribelli locali, processo terminato però con la sola pacificazione dell'Egitto nell'827. Alcune ribellioni locali, in particolare quella scatenate dai khurramiti, si trascinarono molto più a lungo, ossia fino all'830.
Gli storici hanno interpretato il conflitto in modo non unanime; nelle parole dell'iranologo Elton L. Daniel, si è trattato di «un conflitto per la successione tra un Al-Amin piuttosto incompetente e assatanato e il suo fratello Al-Ma'mun, scaltramente capace; si trattò del prodotto di intrighi dell'harem, di un'estensione della rivalità personale tra i ministri Al-Fadl ibn Rabi e Al-Fadl ibn Sahl o di una lotta tra arabi e persiani per il controllo del potere».

## Contesto storico

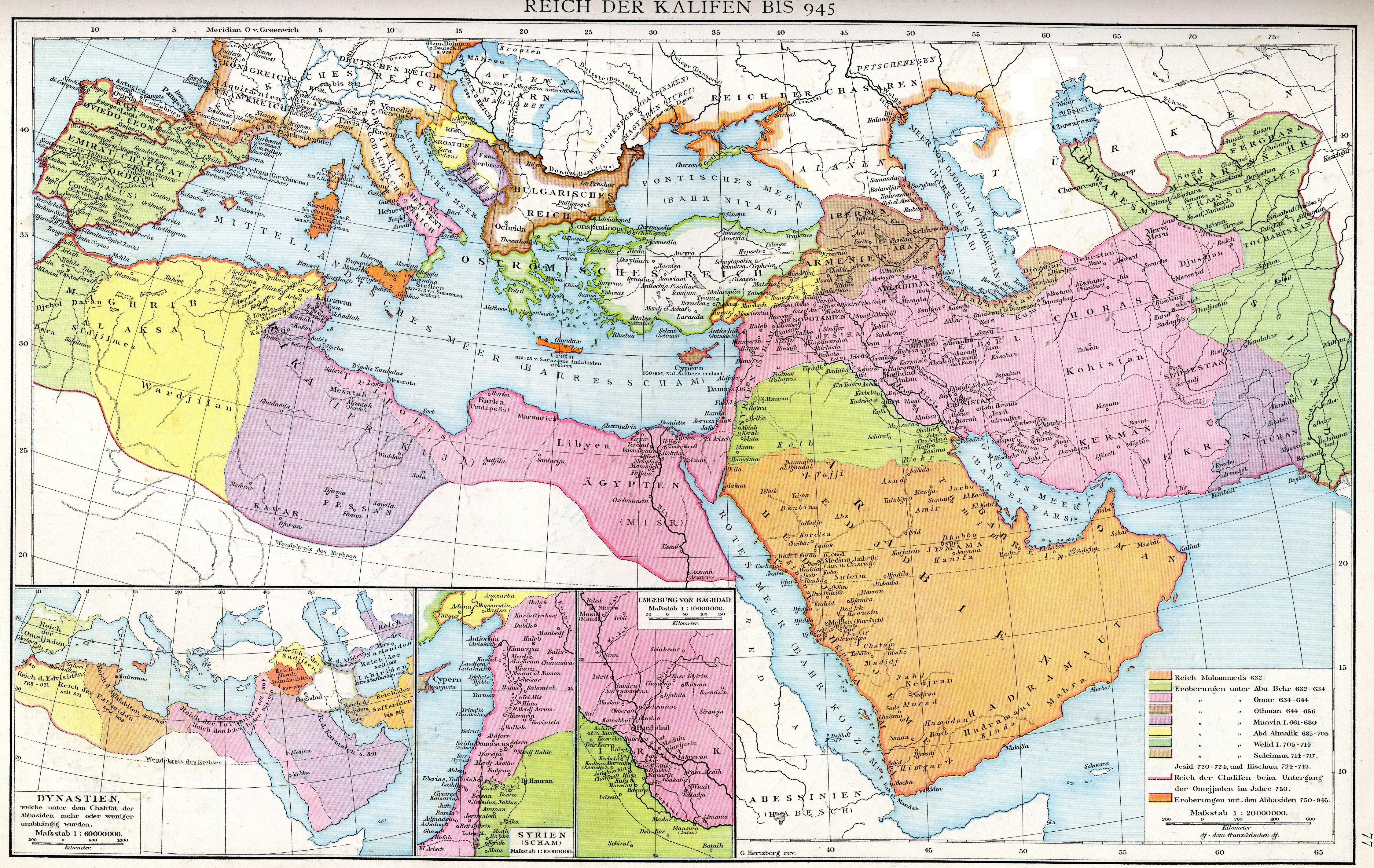
Cartina che mostra l'espansione musulmana e del mondo musulmano sotto il califfato omayyade e i primi decenni di dominio abbaside

Le cause della guerra civile vanno individuate negli accordi di successione di Hārūn al-Rashīd (al potere dal 786 al 809), così come nelle dinamiche politiche interne del Califfato abbaside. I due principali contendenti, Al-Amin e Al-Ma'mun, nacquero a sei mesi di distanza l'uno dall'altro nell'AH 170 (786/787), con il secondo che era di poco più grande. Tuttavia, fu Al-Amin a essere nominato primo erede nel 792, mentre Al-Ma'mun seguì nel 799, una scelta questa determinata dalle loro linee di discendenza e dalle implicazioni politiche che ne sarebbero seguite. Al-Amin vantava un lignaggio indubbiamente abbaside, essendo figlio di Harun tramite Zubayda, la quale a sua volta discendeva dal secondo califfo abbaside Al-Mansur (regnante dal 754 al 775); la madre di Al-Ma'mun, invece, era Marajil, una concubina persiana del Badghis, una regione compresa nel Khorasan.
Sebbene le origini di Al-Ma'mun fossero più umili rispetto a quelle puramente arabe di Al-Amin, i suoi legami con il Khorasan e le province orientali dominate dagli iranici si rivelarono un fattore essenziale nella sua designazione come erede. A differenza del Califfato omayyade, governato esclusivamente dagli arabi, lo Stato abbaside subiva una forte influenza iranica, e in particolare dei nobili del Khorasan. La rivoluzione abbaside, che coincise con l'affermazione di quella dinastia al comando, ebbe origine nel Khorasan e i regnanti abbasidi fecero molto affidamento su quella regione soprattutto per via dei contributi che apportava in ambito militare e burocratico. Molti soldati facenti parte dell'esercito arabo provenienti dal Khorasan (Khurasaniyya) e spostatisi a ovest assieme agli Abbasidi ricevettero dei feudi in Iraq e nella nuova capitale abbaside, Baghdad, imponendosi al livello di un gruppo d'élite divenuto noto come gli abnāʾ al-dawla ("i figli dello/a Stato/dinastia"). Il Khorasan preservò una posizione privilegiata tra le province del califfato, e Harun al-Rashid, in particolare, si dimostrò attento a coltivare i suoi legami con l'elemento iranico attivo nei suoi domini, anche attraverso la nomina a cariche apicali riservata alla famiglia del Khorasan dei Barmecidi. Sia Al-Amin che Al-Ma'mun erano stati istruiti in gioventù proprio da due Barmecidi, in particolare il primo da Al-Fadl ibn Yahya e il secondo da Ja'far ibn Yahya. Mentre Al-Amin prese le distanze dai Barmecidi e divenne strettamente associato all'aristocrazia abnaʾ di Baghdad, Al-Ma'mun rimase influenzato da Ja'far e dai suoi sostenitori.
Nell'802, Harun e i più potenti funzionari del governo abbaside eseguirono il pellegrinaggio alla Mecca, dove fu stipulato un accordo definitivo in merito alla successione: Al-Amin sarebbe succeduto ad Harun a Baghdad, mentre Al-Ma'mun sarebbe stato designato erede di Al-Amin e avrebbe governato anche su una porzione di territorio che comprendeva il Khorasan e altre aree circostanti con una vasta autonomia decisionale. Anche un terzo figlio, Al-Qasim (Al-Mu'tamin), fu aggiunto come terzo erede e ricevette l'incarico di amministrare le aree di frontiera con l'Impero bizantino (Al-ʿAwāṣim). Le clausole dell'intesa, ampiamente riferite dallo storico Al-Tabari, potrebbero tuttavia essere state distorte dai successivi apologeti di Al-Ma'mun, soprattutto per quanto riguarda la portata dell'autonomia concessa alla porzione orientale del califfato che sarebbe spettata ad Al-Ma'mun.

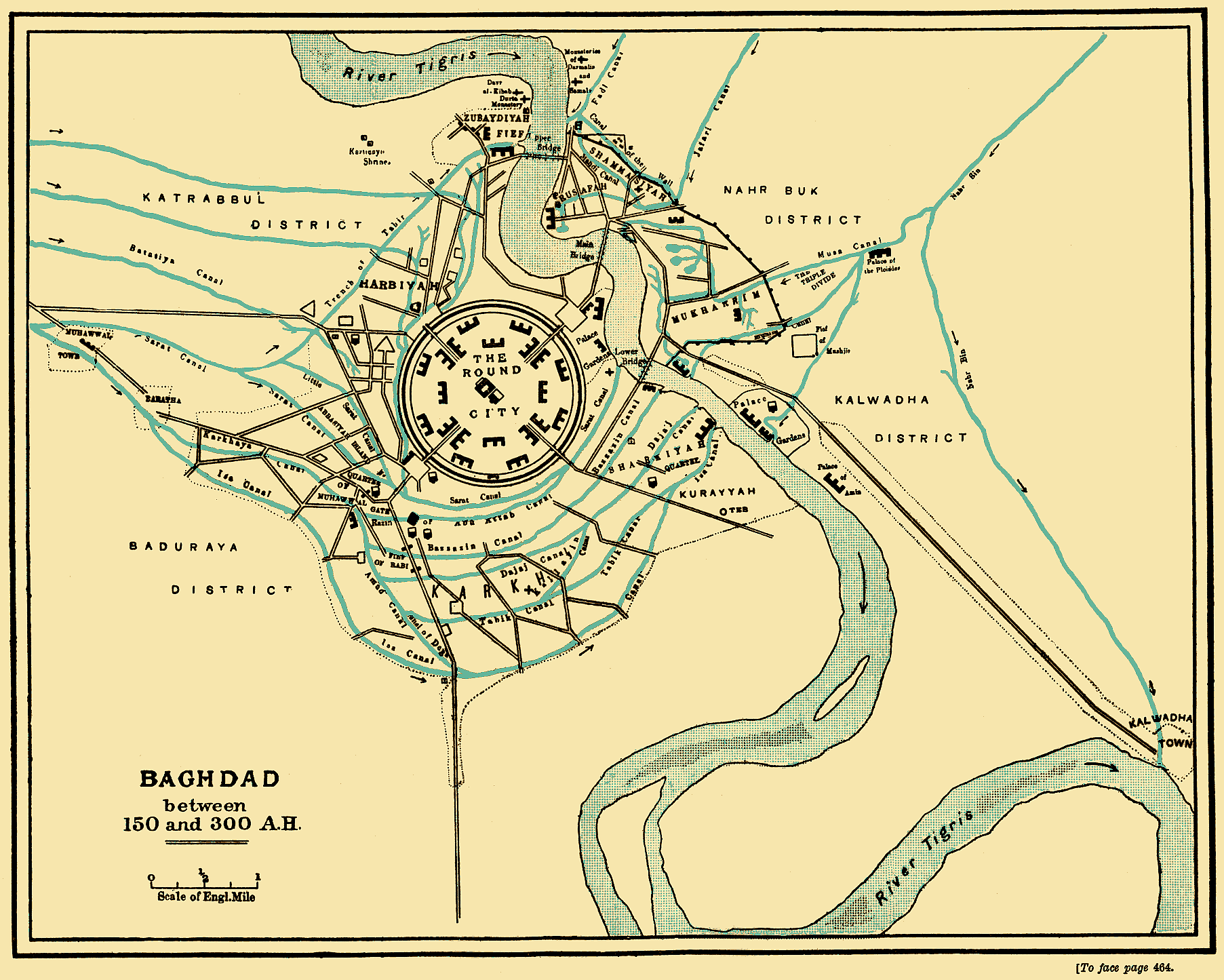
Ricostruzione della pianta di Baghdad relativa al IX secolo

Quasi immediatamente dopo il suo ritorno a Baghdad, nel gennaio del 803, la corte abbaside fu testimone della brusca caduta dal potere della famiglia barmecide. Da un lato, tale decisione potrebbe riflettere la circostanza che i Barmecidi potrebbero essere diventati troppo potenti agli occhi del califfo, ma la tempistica della scelta lascia intuire che fosse legata anche alla questione della successione. Poiché Al-Amin si era schierato al fianco degli abnaʾ e Al-Ma'mun con i Barmecidi, Al-Amin era consapevole della distanza sempre maggiore che separava le due fazioni ed era consapevole che, se voleva ottenere una possibilità di avere successo, il peso specifico dei Barmecidi doveva essere annullato. Gli anni successivi all'estromissione di questi ultimi coincisero con una crescente centralizzazione dell'amministrazione e un concomitante aumento dell'influenza degli abnaʾ, molti dei quali furono allora spinti ad assumere incarichi di governatori provinciali e a portare queste province sotto un più stretto controllo da Baghdad.
Tale strategia scatenò dei disordini nelle province, in particolare nel Khorasan, dove, secondo Elton L. Daniel, «le politiche abbasidi [oscillavano] tra due estremi. Un governatore tentava di prelevare quanta più ricchezza possibile dalla provincia a beneficio dell'Iraq, del governo centrale e, non di rado, di se stesso. Quando la gente protestava a gran voce, tali governatori venivano temporaneamente sostituiti da altri che avrebbero avuto il compito di occuparsi degli interessi locali». La nobiltà del Khorasan aveva una rivalità di lunga data con gli abnaʾ. Sebbene questi ultimi risiedessero principalmente nell'attuale Iraq, essi insistettero per mantenere il controllo degli affari nel Khorasan e chiesero che le entrate della provincia venissero inviate a ovest per accrescere le loro entrate, cosa fortemente contrastata dalle élite locali arabe e iraniche. Al-Fadl ibn Yahya, universalmente lodato come governatore modello, fu nominato nel Khorasan nel 793, ma fu allontanato nel 796 quando uno degli abnaʾ, Ali ibn Isa ibn Mahan, subentrò a capo della provincia. Le sue dure misure fiscali provocarono crescenti disordini fomentati dai kharigiti e sfociati in aperte ribellioni, in un caso sostenuti anche dal governatore di Samarcanda, Rafi ibn al-Layth. Tale insurrezione costrinse lo stesso Harun, accompagnato da Al-Ma'mun e dal potente ciambellano (hajib) e primo ministro Al-Fadl ibn Al-Rabi, per recarsi nella provincia nell'808. Al-Ma'mun fu inviato in avanscoperta con parte dell'esercito a Merv, mentre Harun rimase a Tus, dove morì il 24 marzo 809.

## Guerra civile tra Al-Amin e Al-Ma'mun (809-813)

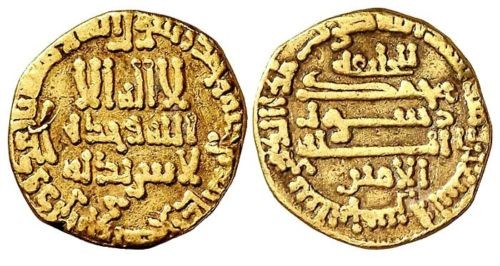
Dinar aureo coniato sotto Al-Amin a Baghdad nell'811

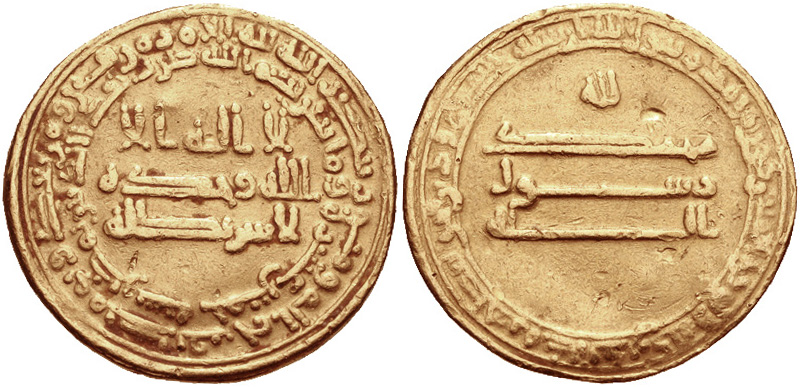
Dinar aureo coniato sotto Al-Ma'mun in Egitto nell'830-831

Alla morte di Harun, Al-Amin ascese al trono a Baghdad, dove la sua popolarità era grande, mentre Al-Ma'mun rimase a Merv, da dove progettò di condurre una campagna contro i ribelli rimasti. Tuttavia, Al-Amin richiamò l'esercito e il tesoro dall'est, lasciando Al-Ma'mun con poche forze militari. Fu in quel periodo che Al-Ma'mun arrivò a fare affidamento sul suo wazir (visir), l'ex protetto barmecide Al-Fadl ibn Sahl, che iniziò ad attuare una politica di conciliazione e cooperazione con le aristocrazie locali, la cui autonomia e privilegi erano garantiti. Il patto dell'802 cominciò presto a dimostrare le proprie crepe per via delle politiche accentratrici di Baghdad e per la disputa sullo status del Khorasan. Agli abnaʾ guidati da Ali ibn Isa, il quale era stato dapprima imprigionato da Harun, liberato qualche anno dopo e infine nominato comandante delle guardie del corpo del califfo, si avvicinarono diversi funzionari influenti, primo fra tutti Al-Fadl ibn al-Rabi. Essi chiesero che il Khorasan e i proventi derivanti dalle tasse lì riscosse tornassero sotto il controllo diretto del governo centrale, malgrado ciò avrebbe infranto le disposizioni previste dall'accordo sottoscritto alla Mecca.
Alcuni studiosi moderni hanno cercato di ravvisare nel conflitto tra i due fratelli uno scontro tra la componente araba e quella iranica del califfato, generato dalle madri dei due contendenti. Pur essendo vero che l'Oriente dominato dalla Persia generalmente appoggiava Al-Ma'mun, né Al-Amin era un campione consapevole dell'«arabismo», né il sostegno arabo ad Al-Ma'mun era riservato in maniera convinta a causa delle sue origini iraniche, malgrado i suoi sostenitori facessero propaganda tra la popolazione locale per il «figlio della loro sorella». Al-Ma'mun godeva del sostegno dei nobili locali del Khorasan principalmente perché vedevano in lui un difensore della loro autonomia appena conquistata; d'altronde, anche lui stesso si preoccupò assiduamente di beneficiare del loro sostegno. Più tardi, con il conflitto in corso, la prospettiva della sua vittoria lo spinse a promettere ai khorasani di riservargli una posizione ancor più privilegiata nel nuovo Stato. Ad ogni modo, la guerra fu innanzitutto e soprattutto una disputa dinastica, con Al-Amin che tentava di istituire una successione patrilineare diretta. Tramite tale atteggiamento seguiva pedissequamente le orme compiute dai suoi predecessori sin dai tempi di Al-Mansur, i quali dovettero tutti contrastare le pretese di fratelli o cugini. Lo stesso Harun Al-Rashid fu imprigionato durante il breve regno di suo fratello maggiore Al-Hadi (r. 785-786). Essendo per carattere indolente e privo di qualsiasi abilità politica, Al-Amin si affidò ai consigli di Al-Fadl ibn al-Rabi, che viene generalmente descritto come il «genio del male» alle spalle di Al-Amin e considerato uno dei principali istigatori del conflitto. In tempi decisamente rapidi, Al-Amin estromise dalla corsa al potere il fratello più giovane, Qasim. In un primo momento, quest'ultimo fu rimosso dal suo governatore della Giazira, ma subito dopo fu completamente privato del suo rango e recluso sotto sorveglianza a Baghdad. Al-Ma'mun sfuggì a tale destino soltanto perché si trovava lontano dalle regioni dominate dal suo avversario in maniera incontrastata.
La spaccatura tra i due schieramenti si manifestò nell'810, quando Al-Amin cominciò a proporre suo figlio, Musa, tra coloro che potevano aspirare alla successione. Al-Amin inviò quindi una delegazione a Merv, domandando ad Al-Ma'mun di fare ritorno a Baghdad. Quando quest'ultimo rifiutò, temendo per la propria incolumità, Al-Amin iniziò a interferire con i domini di suo fratello; ad esempio, protestò per la grazia concessa da Ad-Ma'mun ad Ibn al-Layth dopo la sua resa e pretese il pagamento un tributo ai governatori delle province occidentali del Khorasan in segno di sottomissione. In seguito chiese a suo fratello la rinuncia al governo sulle regioni occidentali del Khorasan, di garantire l'accesso degli agenti fiscali e postali del califfato nella provincia e di versare gli introiti derivanti dalle tasse dal Khorasan a Baghdad. Al-Ma'mun, che non poteva contare su grandi forze militari e la cui posizione era di conseguenza debole, pensò in principio di assecondare le richieste di suo fratello, ma Al-Fadl ibn Sahl lo dissuase e lo incoraggiò a ricercare invece l'appoggio della popolazione nativa del Khorasan, che mal sopportava le ingerenze della corte califfale.
Al-Ma'mun, invero già ben voluto dopo gli eccessi di Ali ibn Isa, adottò delle politiche finalizzate a ingraziarsi ulteriormente il popolo riducendo le tasse, esercitando la giustizia di persona, concedendo privilegi ai principi indigeni e individuando come causa della precedente instabilità nella provincia le manovre degli Abbasidi. Ciò lo rese una «calamita politica per i simpatizzanti iranici» (El-Hibri), specie dopo aver rifiutato di cedere la sua provincia o di fare ritorno a Baghdad; al pari di coloro che erano insoddisfatti delle politiche centralizzate di Baghdad, egli attirò pure chi era stato eclissato dopo la rivoluzione abbaside.
Sotto l'influenza dei rispettivi primi ministri, Al-Amin e Al-Ma'mun adottarono misure che polarizzarono ulteriormente il clima politico e resero la frattura insanabile. Quando Al-Ma'mun rimosse simbolicamente il nome di Al-Amin dalle sue monete e dalla preghiera del venerdì, nel novembre dell'810 Al-Amin rimosse Al-Ma'mun e Al-Mu'tamin dalla successione e nominò al loro posto i propri figli Musa e Abdallah. Al-Ma'mun replicò a questa mossa dichiarandosi "imam", un titolo religioso che evitava di sfidare direttamente il califfo ma che tuttavia stava a indicare un'autorità indipendente, oltre a ricordare i primi giorni del movimento della Hashimiyya che aveva portato gli Abbasidi al potere.
Nonostante le rimostranze di alcuni dei suoi ministri e governatori più anziani, due mesi dopo, nel gennaio 811, Al-Amin scatenò a tutti gli effetti la guerra civile quando nominò Ali ibn Isa governatore del Khorasan, ponendolo a capo di un esercito insolitamente grande che contava 40 000 unità. Perlopiù su intimazione degli abnaʾ, i soldati perseguivano lo scopo di deporre Al-Ma'mun. Quando Ali ibn Isa alla volta del Khorasan, secondo quanto riferito dalle fonti coeve, egli portò con sé una serie di catene d'argento con cui legare Al-Ma'mun e riportarlo a Baghdad. La notizia dell'avvicinamento di Ali gettò il Khorasan nel panico e persino Al-Ma'mun prese in considerazione l'idea di fuggire. L'unica forza militare a sua disposizione era un piccolo esercito composto da circa 4 000-5 000 uomini e comandato da Tahir ibn al-Husayn. Quest'ultimo fu inviato per contrastare l'avanzata di Ali, ma chiunque nel Khorasan la riteneva quasi una missione suicida, anche il padre di Tahir stesso. I due eserciti si incontrarono a Rayy, ai confini occidentali del Khorasan, e la battaglia che ne seguì il 1º maggio 811 si concluse con una netta vittoria per i khorasani, nel corso della quale Ali fu ucciso e il suo esercito si frammentò durante la fuga verso ovest.
La vittoria inaspettata di Tahir si rivelò decisiva: la posizione di Al-Ma'mun rimase salda, mentre i suoi principali avversari, gli abnaʾ, persero uomini, prestigio e il loro esponente più energico. Tahir avanzò dunque verso ovest, sconfisse un altro esercito abnaʾ formato da 20 000 uomini sotto Abd al-Rahman ibn Jabala dopo una serie di duri scontri avvenuti vicino a Hamadan, e raggiunse infine Hulwan (presso il moderno confine tra l'Iran e l'Iraq) entro l'inverno dell'811. Al-Amin cercò allora disperatamente di sostenere le sue forze attraverso alleanze con le tribù arabe, in particolare i Banu Shayban della Giazira e i Qaysiti della Siria. Il veterano Abd al-Malik ibn Salih giunse in Siria per mobilitare le sue truppe insieme al figlio di Ali ibn Isa, Husayn. Tuttavia, gli sforzi di Al-Amin fallirono a causa della divisioni intertribali di lunga data tra i Qays e i Kalb, della riluttanza dei siriani a farsi coinvolgere nella guerra civile, così come della differenza degli abnaʾ nel cooperare con le tribù arabe e nell'effettuare loro delle concessioni politiche. Questi tentativi falliti di assicurarsi il sostegno delle tribù arabe si ritorsero contro Al-Amin, poiché gli abnaʾ iniziarono a dubitare che i loro interessi fossero meglio assecondati da lui. Nel marzo dell'812, Husayn ibn Ali orchestrò una congiura di palazzo contro Al-Amin a Baghdad destituendolo e proclamando Al-Ma'mun come legittimo califfo, ma si trattò di un episodio dalla portata abbastanza effimera, in quanto altre fazioni abnaʾ ripristinarono presto Al-Amin al vertice. Fadl ibn al-Rabi, tuttavia, uno dei principali istigatori della guerra, concluse che la causa di Al-Amin non poteva più essere efficacemente sostenuta e rinunciò ai suoi incarichi. Più o meno nello stesso periodo, Al-Ma'mun ascese ufficialmente al ruolo di califfo, mentre Fadl ibn Sahl acquisì il titolo unico di Dhu 'l-Ri'asatayn ("colui dei due capi"), a rimarcare il suo controllo sull'amministrazione sia civile sia militare.

Cartina dell'Iraq e delle regioni circostanti all'inizio del IX secolo

Nella primavera dell'812, Tahir aveva ricevuto delle truppe guidate dal generale abbaside Harthama ibn A'yan, e così riprese la sua offensiva. Una volta invaso il Khūzestān, sconfisse e uccise il governatore della dinastia muhallabide Muhammad ibn Yazid, dopodiché anche i Muhallabidi di Bassora si arresero a lui. Tahir espugnò altresì Kufa e Al-Mada'in, avanzando su Baghdad da ovest mentre Harthama procedeva da est. In contemporanea, l'autorità di Al-Amin crollò quando i sostenitori di Al-Ma'mun presero il controllo di Mosul, dell'Egitto e dell'Hegiaz, mentre il grosso della Siria, dell'Armenia e dell'Azerbaigian iraniano caddero sotto il controllo dei capitribù arabi locali. Quando gli uomini di Tahir si avvicinarono a Baghdad, la spaccatura tra Al-Amin e gli abnaʾ si cristallizzò definitivamente quando il califfo, in un atto di disperazione, si rivolse in cerca di aiuto alla gente comune della città e diede loro le armi. Gli abnaʾ iniziarono a disertare in favore di Tahir in massa, tanto che nell'agosto dell'812, quando l'esercito di quest'ultimo si presentò davanti alla città, questi stabilì il suo avamposto nel quartiere di Harbiyya, tradizionalmente una roccaforte degli abnaʾ.
Lo storico Hugh N. Kennedy definì il successivo assedio della città come «un episodio quasi senza paralleli nella storia della prima società islamica» e «il più vicino a un tentativo di rivoluzione sociale nella prima storia islamica», poiché i commercianti, i lavoratori e la gente comune di Baghdad difesero la propria città per oltre un anno impegnandosi in una feroce guerriglia urbana. Fu proprio questa situazione «straordinaria» vissuta la città, complici la carestia, la maggiore esperienza e professionalità degli assedianti, a determinarne la caduta. Nel settembre dell'813, Tahir convinse alcuni dei cittadini più ricchi a realizzare un ponte di barche sul fiume Tigri, circostanza la quale consentì agli uomini di Al-Ma'mun di occupare la periferia orientale della città. Le truppe di Al-Ma'mun lanciarono quindi un assalto finale, nel corso del quale Al-Amin fu catturato e giustiziato per ordine di Tahir mentre cercava rifugio presso il suo vecchio amico di famiglia Harthama. Pur essendo possibile che Al-Ma'mun non lo avesse ordinato, si trattava comunque di un'evoluzione degli eventi politicamente conveniente, poiché estrometteva chiunque de jure e de facto alla corsa per il ruolo di legittimo califfo.

## Influenza e ingerenza dei Sahlidi (813-819)

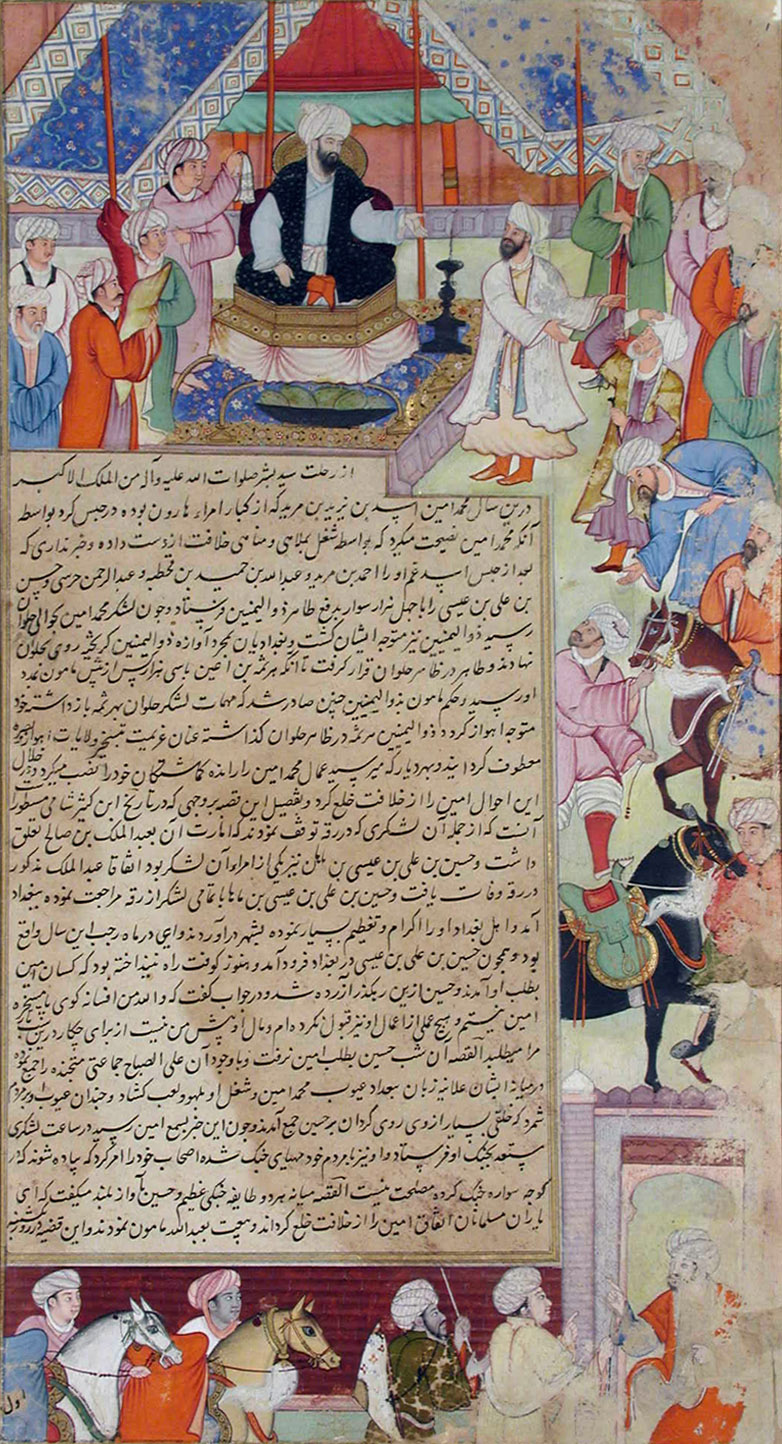
La popolazione rende omaggio al califfo abbaside Al-Ma'mun nell'813. Illustrazione tratta dal libro Tarikh-i Alfi nel 1593

Il regicidio inasprì la vittoria di Al-Ma'mun e suscitò malumori nella capitale. Tahir fu presto relegato a ricoprire un incarico secondario a Al-Raqqa, ma il suo atto offuscò in modo palpabile il prestigio e l'immagine della dinastia abbaside. Secondo Elton Daniel, «egli infranse l'aura di santità che ammantava la persona dei califfi abbasidi; per la prima volta, un sovrano abbaside era stato umiliato e messo a morte da sudditi ribelli». Mentre Al-Ma'mun sostava a Merv e non dava segno di voler tornare nella capitale califfale, svariati arabi cominciarono a provare insoddisfazione verso Al-Ma'mun e verso i suoi sostenitori "persiani" nelle regioni occidentali del califfato, in particolare a Baghdad e nei dintorni, che temevano di essere degradate a mera provincia. I dissapori accrebbero ulteriormente quando il nuovo califfo affidò il governo delle regioni occidentali a Fadl ibn Sahl, il quale intendeva spostare permanentemente il centro del potere del mondo musulmano verso est, nel Khorasan, dove lui e la sua cerchia avrebbero potuto preservare il potere estromettendo altri gruppi. Fadl fu anche responsabile di aver allontanato svariati sostenitori di Al-Ma'mun; ciò fece sì che, quando Harthama ibn A'yan andò a Merv per informare Al-Ma'mun della situazione in corso a ovest, i Sahlidi gli rivoltarono contro il califfo ed egli fu giustiziato con l'accusa di tradimento nel giugno 816. Per tutta risposta, il figlio di Harthama Hatim guidò un'insurrezione durata per breve tempo in Armenia.
Le politiche filo-orientali adottate dal sovrano provocarono rivolte e lotte di potere su scala locale in tutto il califfato, fatta eccezione per il Khorasan e per le aree di frontiera con l'Impero bizantino, sfuggite infatti ai tumulti. L'Iraq, in particolare, precipitò quasi in una condizione di anarchia. Il nuovo governatore dell'Iraq, il fratello di Fadl Al-Hasan ibn Sahl, perse presto il sostegno degli abnaʾ. L'alienazione della popolazione locale dal suo regime fu sfruttata dagli Alidi zayditi, che il 26 gennaio 815 si ribellarono a Kufa, aizzati da Abu'l-Saraya. I focolai permearono in fretta l'Iraq, poiché vari gruppi che serbavano vecchi rancori contro gli Abbasidi sfruttarono l'opportunità per vendicarsi. La rivolta fu nominalmente guidata dall'alide Ibn Tabataba, e dopo la sua morte da Zayd, un figlio dell'imam Musa al-Kazim che era stato giustiziato nel 799 su ordine di Harun al-Rashid. I tumulti giunsero quasi a minacciare la stessa Baghdad, e fu soltanto grazie all'intervento del capace Harthama che essa fu sedata con la cattura e l'esecuzione di Abu'l-Saraya a ottobre. Alcuni sostenitori filo-alidi ne approfittarono per imporsi in Yemen (sotto Ibrahim al-Jazzar, un altro figlio di Musa al-Kadhim) e nella Tihama, inclusa la Mecca, dove Muhammad al-Dibaj, un nipote dell'imam alide Ja'far al-Sadiq, fu proclamato anti-califfo nel novembre 815. La repressione di queste ribellioni fu affidata al figlio di Ali ibn Isa, Hamdawayh, al comando di un esercito di abnaʾ. Hamdawayh riuscì a sottomettere queste province, ma poi tentò, senza successo, di separarsi dal califfato stesso.
Nell'816, per rafforzare il suo vacillante prestigio, Al-Ma'mun assunse il titolo di "Califfo di Dio". Prendendo atto del diffuso sostegno degli Alidi nelle sue province occidentali, Al-Ma'mun non solo risparmiò la vita dei vari anti-califfi legati a quella famiglia, ma il 24 marzo 817 designò perfino l'alide ʿAlī al-Riḍā, terzo figlio di Musa al-Kadhim, come suo erede, oltre a cambiare il colore dinastico ufficiale, facendolo passare dal nero abbaside al verde alide. La serietà dell'impegno di Al-Ma'mun nei confronti della successione alide resta comunque incerta, ma alcuni segnali lasciano intuire che Ali al-Ridha fosse così vecchio da poter difficilmente pensare di succedere ad Al-Ma'mun. L'impatto della decisione del califfo suscitò un effetto disastroso: non soltanto non produsse alcun sostegno popolare tangibile, ma provocò altresì malcontento tra i membri della famiglia abbaside a Baghdad. Hasan ibn Sahl era già stato costretto ad abbandonare la città, dove ormai diversi esponenti delle varie fazioni detenevano nella sostanza il potere, e la notizia della successione alide compromise i suoi tentativi di conciliazione. Alla fine, il 17 luglio 817, i membri della famiglia abbaside di Baghdad nominarono un nuovo califfo, il fratello minore di Harun al-Rashid Ibrahim. Ibrahim ricevette ampio sostegno dall'aristocrazia di Baghdad, dai principi abbasidi come il fratello minore di Al-Ma'mun, Abu Ishaq (il futuro califfo al-Mu'tasim, al potere dall'833 all'842) ai vecchi membri della burocrazia come Fadl ibn al-Rabi (che tornò a ricoprire la sua carica di hajib) e capo degli abnaʾ. Come ha commentato lo studioso Mohamed Rekaya, «in altre parole, ciò ha fatto riaffiorare le ruggini sussistenti tra i due contendenti [Baghdad e Khorasan], accantonate dall'813».

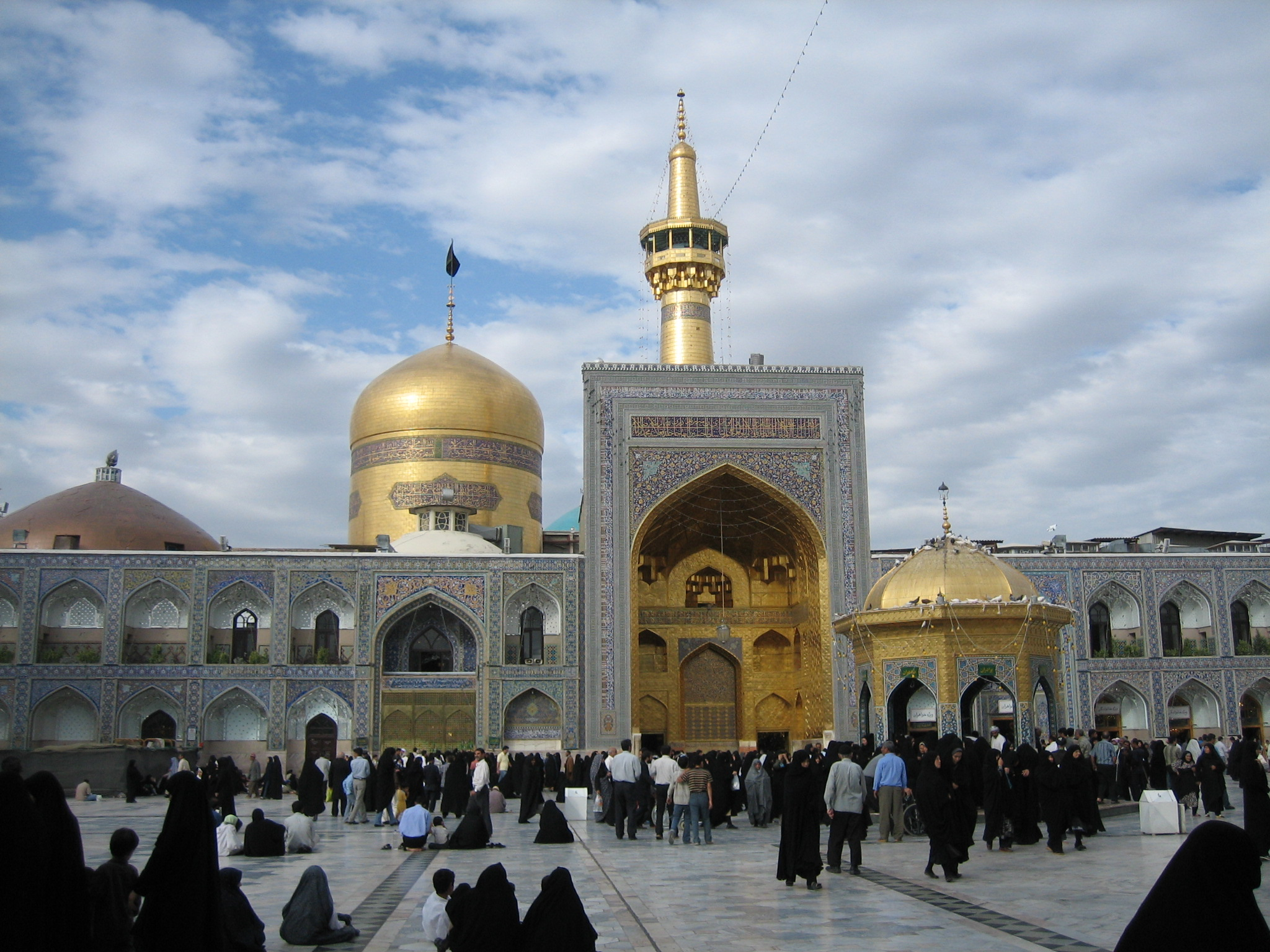
Il santuario dell'Imam Reza, eretto sulla tomba di Ali ibn Musa al-Ridha

Ibrahim si mosse per assicurarsi il controllo dell'Iraq, ma sebbene avesse espugnato Kufa, Hasan ibn Sahl, che aveva fatto di Wasit la sua base operativa, riuscì ad arrivare prima a Bassora. Tuttavia, il governatore dell'Egitto Abd al-Aziz al-Azdi riconobbe Ibrahim come proprio califfo. Nel Khorasan, i Sahlidi inizialmente minimizzarono sull'entità degli eventi verificatisi a Baghdad, informando falsamente Al-Ma'mun che Ibrahim era stato semplicemente dichiarato governatore (emiro) anziché califfo. Alla fine, nel dicembre dell'817, Ali al-Ridha riuscì a rivelare ad Al-Ma'mun la situazione realmente in corso in Iraq e a convincerlo che i disordini nel califfato avevano una portata assai maggiore di quanto la presentassero i Sahlidi e che una riconciliazione con Baghdad era quanto mai necessaria. Al-Ma'mun decise quindi di assumere il controllo personale del suo impero e, il 22 gennaio 818, lasciò Merv e iniziò un viaggio molto lento verso ovest in direzione di Baghdad. Fadl ibn Sahl fu assassinato il 13 febbraio, probabilmente per ordine di Al-Ma'mun, sebbene al resto della sua famiglia fosse stata risparmiata una persecuzione simile a quella che aveva colpito i Barmechidi. Infatti, Hasan ibn Sahl venne per il momento confermato nella posizione di suo fratello, mentre ad Al-Ma'mun fu promessa in sposa una delle sue figlie. Ali al-Ridha morì durante la marcia del 5 settembre, forse per avvelenamento. Il suo luogo di sepoltura a Sanabad, oggi conosciuta come Mashhad ("il luogo del martirio"), sarebbe diventato uno dei principali luoghi di pellegrinaggio sciita (santuario dell'Imam Reza).
Nel frattempo, tornato a Baghdad, Ibrahim dovette affrontare diserzioni, ribellioni e cospirazioni, una delle quali coinvolse il fratellastro Al-Mansur. Hasan ibn Sahl riuscì a sfruttare questo contesto turbolento e ad avanzare verso nord, impossessandosi di Mada'in. Con il trascorrere dei mesi, il malcontento a Baghdad sembrava crescere. I sostenitori di Ibrahim, incluso Fadl ibn al-Rabi, iniziarono ad abbandonarlo e nell'aprile e luglio dell'819 fu ordito un complotto per fare Ibrahim prigioniero e consegnarlo alle forze di Al-Ma'mun. Sfuggendo miracolosamente a questa cospirazione, Ibrahim abbandonò il trono e si nascose, evento il quale aprì la strada alla riconquista compiuta da Al-Ma'mun di Baghdad. Il 17 agosto 819, Al-Ma'mun fece il suo ingresso a Baghdad senza incontrare alcuna resistenza e le turbolenze politiche si placarono rapidamente. Al-Ma'mun si accinse dunque a riconciliarsi con i suoi oppositori: ciò lo spinse a rimuovere dai papabili eredi un membro della famiglia alide, a ripristinare il nero come colore dinastico, a congedare Hasan ibn Sahl e infine a richiamare Tahir dal suo esilio a Raqqa. Al-Ma'mun preservò tuttavia il titolo di imam, che finì per diventare un titolo tradizionalmente adottato dai futuri califfi.
Durante l'assedio di Baghdad dell'812-813, Tahir aveva stabilito stretti legami con gli abnaʾ, che da quel punto si rivelarono utili per facilitare la loro accettazione di Al-Ma'mun. Tahir fu ulteriormente ricompensato con il governatorato del Khorasan nel settembre 821 e quando morì nell'ottobre 822, gli successe suo figlio, Talha. Per i successivi cinquant'anni, la linea tahiride avrebbe generato i governatori di una vasta provincia orientale incentrata nel Khorasan, fornendo allo stesso tempo anche i governatori di Baghdad, assicurando la lealtà della città al governo califfale anche dopo che la capitale fu trasferita a Samarra.

## Riunificazione e riappacificazione del califfato (820-837)
Quando Al-Ma'mun entrò a Baghdad, le province occidentali del Califfato abbaside erano sfuggite all'effettivo controllo del sovrano, con i governanti locali che rivendicavano vari gradi di autonomia dal governo centrale. Il dominio dell'Egitto era ambito da due fazioni aspramente ostili, una capeggiata da Ubaydallah ibn al-Sari, che era arrivata a controllare Al-Fustat e il sud, mentre il suo rivale Ali ibn Abd al-Aziz al-Jarawi e i suoi arabi Qaysi controllavano il nord attorno al delta del Nilo. Inoltre, Alessandria era nelle mani di un gruppo di esuli andalusi. Nel nord della Siria e nella Giazira, la tribù tradizionalmente influente dei Qays aveva assunto una posizione predominante, grazie agli sforzi profusi da Abdallah ibn Bayhas e Nasr ibn Shabath al-Uqayli. L'Ifriqiya era caduta sotto il controllo degli Aghlabidi, mentre lo Yemen conviveva con le rivolte filo-alidi. Forse l'insurreziome più minacciosa di tutte coincise con il movimento anti-musulmano khurramita, che proliferava in gran parte dell'Azerbaigian iraniano e dell'Armenia.
Per affrontare queste minacce, al-Ma'mun si rivolse a un altro dei figli di Tahir, Abdallah ibn Tahir, a cui affidò il comando del suo esercito. Quest'ultimo prese di mira per primo Nasr ibn Shabath, nel nord della Siria e nella Giazira. Nasr era disposto a riconoscere l'autorità di Al-Ma'mun, ma chiese delle concessioni per i suoi seguaci e rimase ostile ai funzionari persiani degli Abbasidi, tanto che dovette essere costretto a sottomettersi con una dimostrazione di forza davanti alla sua capitale, Kaysum (moderna Çakırhüyük, in Turchia), nell'824-825. Dopo aver assicurato le sue regioni settentrionali, Ibn Tahir marciò attraverso la Siria verso l'Egitto. Là i due rivali, sebbene non contrari in linea di principio ad Al-Ma'mun come califfo, erano ansiosi di preservare lo status quo e avevano già respinto un'invasione nell'824 sotto Khalid ibn Yazid ibn Mazyad. Ibn Tahir tuttavia riuscì a surclassare entrambi, facendo sì che Ali al-Jarawi entrasse rapidamente con lui in stretti rapporti, lasciando Ubayd Allah a sottomettersi e ad affrontare la deportazione a Baghdad. Ad Alessandria, Ibn Tahir assicurò la partenza degli andalusi, che lasciarono la città per l'isola bizantina di Creta, presto conquistata e convertita in un emirato musulmano. Al suo ritorno a Baghdad nell'827, Abdallah ibn Tahir ricevette un'accoglienza trionfale e fu nominato governatore del Khorasan nell'828, subentrando a Talha. Il suo posto in occidente fu occupato dal fratello minore di Al-Ma'mun, Abu Ishaq al-Mu'tasim. Nello Yemen, un'ennesima rivolta alide scoppiò nell'822 sotto Abd al-Rahman ibn Ahmad, ma Al-Ma'mun si assicurò che gli agitatori si arrendessero a seguito di negoziati.
Altrove, tuttavia, il processo di consolidamento si rivelò più difficile, o fallì del tutto: l'Ifriqiya controllata dagli Aghlabidi preservò la propria autonomia, sfuggendo di fatto completamente al controllo abbaside, mentre nell'Azerbaigian iraniano il generale di Al-Ma'mun Isa ibn Abi Khalid ristabilì il dominio sui vari signori musulmani locali nelle città, ma non riuscì a sedare i tumulti scatenati dai khurramiti. Pur essendo state infatti inviate delle spedizioni sotto Sadaka ibn Ali al-Azdi nell'824 e Muhammad ibn Humayd al-Ta'i nell'827-829, entrambe fallirono per via del terreno montuoso e delle tattiche di guerriglia khurramite, dimostratesi talmente efficaci da portare peraltro anche alla morte di ibn Humayd. Fu solo con l'ascesa di Al-Mu'tasim, il quale impiegò il suo nuovo corpo militare composto da soldati-schiavi turchi (mawali o ghilman) contro i khurramiti, che la loro ribellione fu soppressa nell'837, dopo anni di dura campagna. Nonostante la restaurazione dell'autorità califfale nella maggioranza delle province, il califfato continuò a convivere con le insurrezioni. Il prosieguo del regno di Al-Ma'mun coincise con una serie di rivolte condotte dagli zutt nel basso Iraq, trascinatesi per un triennio allo scopo di contrastare la tassazione oppressiva in Egitto nell'829 e a cui aderirono sia cristiani copti che musulmani. Occorre infine segnalare la fallita rivolta di Ali ibn Hisham, successore di Ibn Humayd come governatore dell'Egitto, Armenia e Azerbaigian iraniano.

## Conseguenze e impatto storico

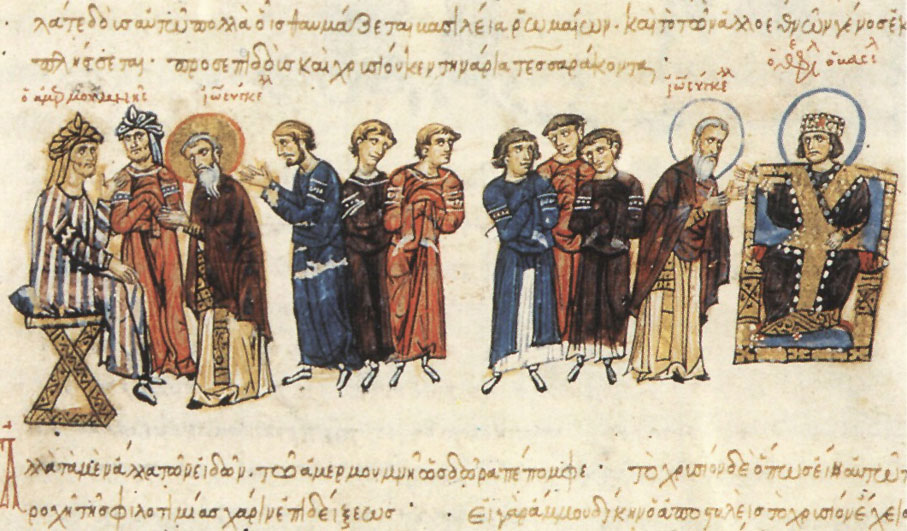
Il califfo Al-Ma'mun (a sinistra) come raffigurato nel Manoscritto dello Scilitze di Madrid del XIII secolo: nell'illustrazione riceve l'ambasciata del patriarca Giovanni Grammatico nell'829, inviato dall'imperatore bizantino Teofilo (raffigurato all'estrema destra)

La lunga guerra civile mandò in frantumi l'ordine sociale e politico del primo Stato abbaside e sotto Al-Ma'mun cominciò a plasmarsi un nuovo sistema, il quale avrebbe caratterizzato il periodo di esistenza centrale del califfato abbaside. Il cambiamento più tangibile si verificò nell'aristocrazia fedele al nuovo regime: gli abnaʾ, le antiche famiglie arabe e i membri della stessa dinastia abbaside persero le loro posizioni nell'apparato amministrativo e militare, e di conseguenza la propria influenza e il proprio peso specifico. Le province del califfato finirono raggruppate in suddivisioni più grandi, spesso controllate da una dinastia ereditaria, tra cui i Tahiridi nel Khorasan o i Samanidi nella Transoxiana, solitamente di origine iranica. Allo stesso tempo, tuttavia, Al-Ma'mun cercò di diminuire la sua dipendenza dall'elemento iranico del suo impero, controbilanciandolo attraverso la creazione di due nuovi corpi militari: gli schiavi turchi agli ordini si suo fratello Abu Ishaq e l'esercito tribale arabo lungo la frontiera bizantina, che fu riorganizzata e posta sotto il comando del figlio di Al-Ma'mun, Al-Abbas. Questo sistema fu ulteriormente limato e acquisì le sue sembianze definitive durante il regno di Abu Ishaq (Al-Mu'tasim), fautore di uno Stato centralizzato e strettamente controllato. Egli ampiò altresì il corpo di guerrieri turchi convertendolo in un'efficace forza militare grazie a cui intraprese delle campagne contro i bizantini e, al contempo, soppresse delle ribellioni interne. I comandanti turchi salirono al potere politico nelle vesti governatori provinciali, mentre le vecchie élite arabe e iraniche passarono completamente in secondo piano. La vittoria di Al-Ma'mun ebbe delle ripercussioni anche presso il funzionario abbaside dottrina teologica: nell'829, Al-Ma'mun adottò il mutazilismo, nel tentativo di riconciliare le differenze dottrinali nell'Islam e ridurre le disuguaglianze sociali.
Allo stesso tempo, la volontà di Al-Ma'mun e dei suoi successori di abbracciare le popolazioni non arabe del califfato, soprattutto nell'est iranico, nonché di affidare il governo di queste province a dinastie locali dotate di notevole autonomia, contribuì a porre fine a una lunga serie di tumulti di matrice religiosa e a riconciliare queste popolazioni con l'Islam. Il tasso di conversione durante il regno di Al-Ma'mun aumentò notevolmente, e fu quella la fase durante cui la maggior parte delle famiglie aristocratiche locali delle terre iraniane divennero finalmente musulmane. Come ha sostenuto El-Hibri, «col tempo questo sviluppo rappresentò un preludio all'emergere di dinastie provinciali autonome nell'est, che avrebbero garantito al potere centrale califfale la propria fedeltà esclusivamente in termini nominali».

### Esplicative
1. ↑  Una volta scoppiata la guerra civile, gran parte della Siria rinnegò 
gli Abbasidi e non gli dimostrò più fedeltà. Il governatore di Damasco, il principe abbaside Sulayman ibn Abi Ja'far, fu espulso dalle forze filo-omayyadi con l'innegabile sostegno delle tribù dei Kalb. Un discendente del califfo omayyade Mu'awiya I, Abu al-Umaytir al-Sufyani, fu proclamato califfo a Damasco nell'811 e ottenne l'appoggio Homs e di altre aree della Siria (Madelung (2000), pp. 327, 331, 333-334). La notizia del suo insediamento non fu ben accolta da una famiglia rivale dei Kalb di lunga data, quella dei Qays, che si mobilitarono contro Abu al-Umaytir e i Kalb parteggiando per il capotribù filo-abbaside Ibn Bayhas al-Kilabi (Cobb (2001), pp. 60-61; Madelung (2000), p. 334). Quest'ultimo rovesciò l'esponente omayyade a Damasco nell'813 e venne riconosciuto come governatore da Al-Ma'mun. Ibn Bayhas esercitò il proprio potere in modo semi-indipendente, coniando anche delle proprie monete. Rimase in carica fino a quando fu rimosso nell'825 dal governatore di Al-Ma'mun in Siria e in Egitto, 'Abd Allah ibn Tahir (Madelung (2000), pp. 339-340).
2. ↑  I rapporti tra gli Abbasidi e gli Alidi furono travagliati e subirono svariati mutamenti. Gli Alidi, sostenendo di discendere da Maometto, erano stati i principali fomentatori di diverse rivolte fallite dirette contro gli Omayyadi, il cui regime era ampiamente giudicato oppressivo e più interessato agli aspetti mondani del califfato rispetto agli insegnamenti dell'Islam. Tale considerazione era ispirata dalla convinzione che esclusivamente un «prescelto dalla Famiglia di Muhammad» (al-ridha min Al Muhammad) avrebbe disposto di una guida divina necessaria per governare secondo il Corano e la Sunna e costituire un governo veramente islamico che potesse garantire giustizia alla comunità musulmana. Tuttavia, fu la famiglia abbaside, che come gli Alidi faceva parte del clan dei Banu Hashim e che quindi poteva rivendicare di essere membro della più ampia "Famiglia del Profeta", a imporsi con successo nel califfato (Kennedy (2004), pp. 123-127; El-Hibri (2010), pp. 269-271). Dopo la rivoluzione abbaside, i nuovi sovrani cercarono di assicurarsi il sostegno degli Alidi o almeno la loro acquiescenza riservandogli denaro e onori presso la corte, ma alcuni, principalmente i rami zaydi e hasanidi degli Alidi, continuarono a respingerli ritenendoli alla stregua di usurpatori. Successivamente, si alternarono dei periodi in cui si tentava la riconciliazione a periodi di repressione da parte dei califfi, provocando rivolte degli Alidi seguite a loro volta da persecuzioni su larga scala degli Alidi e dei loro sostenitori (Kennedy (2004), pp. 130-131, 136, 139, 141; El-Hibri (2010), p. 272).

### Bibliografiche
1. 1 2 3 4  Kennedy (2004), p. 147.
2. ↑  Daniel (1979), p. 17.
3. 1 2 3 4  Kennedy (2004), p. 142.
4. 1 2 3 4 5 6 7  Rekaya (1991), p. 331.
5. 1 2  El-Hibri (2010), p. 282.
6. ↑  El-Hibri (2010), p. 301.
7. ↑  El-Hibri (2010), p. 274.
8. ↑  Kennedy (2004), pp. 133-134.
9. ↑  Kennedy (2004), p. 135.
10. ↑  El-Hibri (2010), pp. 281-282.
11. ↑  Daniel (1979), pp. 175-176.
12. ↑  El-Hibri (2010), pp. 282-283.
13. ↑  Kennedy (2004), pp. 142-143.
14. 1 2 3  El-Hibri (2010), p. 283.
15. ↑  Daniel (1979), p. 168.
16. ↑  Daniel (1979), pp. 169-171.
17. ↑  Kennedy (2004), p. 144.
18. ↑  Daniel (1979), pp. 171-175.
19. ↑  Kennedy (2004), pp. 144-145.
20. ↑  Daniel (1979), p. 176.
21. ↑  Rekaya (1991), pp. 331-332.
22. 1 2 3  Gabrieli (1960), p. 438.
23. ↑  Rekaya (1991), pp. 331, 333.
24. 1 2 3 4 5 6  Rekaya (1991), p. 332.
25. 1 2 3 4 5 6 7  Rekaya (1991), p. 333.
26. ↑  Fishbein (1992), pp. 20, 22, 27.
27. ↑  Daniel (1979), pp. 176-177.
28. ↑  Kennedy (2004), pp. 147-148.
29. ↑  El-Hibri (2010), p. 284.
30. ↑  Daniel (1979), pp. 177-178.
31. 1 2 3 4  El-Hibri (2010), p. 285.
32. 1 2 3  Kennedy (2004), p. 148.
33. ↑  Rekaya (1991), pp. 332-333.
34. 1 2 3 4 5 6  Kennedy (2004), p. 149.
35. ↑  Daniel (1979), pp. 179-180.
36. 1 2 3 4  Rekaya (1991), p. 334.
37. ↑  Kennedy (2004), pp. 149-150.
38. ↑  Rekaya (1991), pp. 333-334.
39. ↑  Kennedy (2004), p. 150.
40. ↑  Gabrieli (1960), pp. 437-438.
41. ↑  Kennedy (2004), pp. 150, 151.
42. 1 2 3  Daniel (1979), p. 180.
43. 1 2 3 4 5 6  El-Hibri (2010), p. 286.
44. 1 2  Kennedy (2004), pp. 150-151.
45. ↑  Kennedy (2004), p. 151.
46. ↑  Rekaya (1991), pp. 334-335.
47. 1 2 3  Kennedy (2004), p. 152.
48. ↑  Rekaya (1991), pp. 334, 335.
49. ↑  Kennedy (2004), pp. 151-153.
50. 1 2 3 4 5 6 7  Rekaya (1991), p. 335.
51. 1 2 3 4 5  Kennedy (2004), p. 153.
52. 1 2  Rekaya (1991), pp. 335-336.
53. ↑  Rekaya (1991), p. 336.
54. ↑  El-Hibri (2010), pp. 288-289.
55. ↑  Kennedy (2004), pp. 153-154, 159-160.
56. ↑  El-Hibri (2010), pp. 286-287.
57. ↑  Kennedy (2004), pp. 154-155.
58. 1 2 3  El-Hibri (2010), p. 287.
59. 1 2 3  Kennedy (2004), p. 154.
60. 1 2 3 4 5  Rekaya (1991), p. 337.
61. ↑  El-Hibri (2010), pp. 287-288.
62. ↑  Kennedy (2004), pp. 153-154, 165.
63. ↑  Rekaya (1991), pp. 337-338.
64. ↑  El-Hibri (2010), p. 290.
65. ↑  Kennedy (2004), p. 155.
66. ↑  El-Hibri (2010), pp. 288-290.
67. ↑  Kennedy (2004), pp. 156-166.
68. ↑  Rekaya (1991), pp. 336-337.
69. ↑  El-Hibri (2010), p. 295.